# Ba môn phối hợp

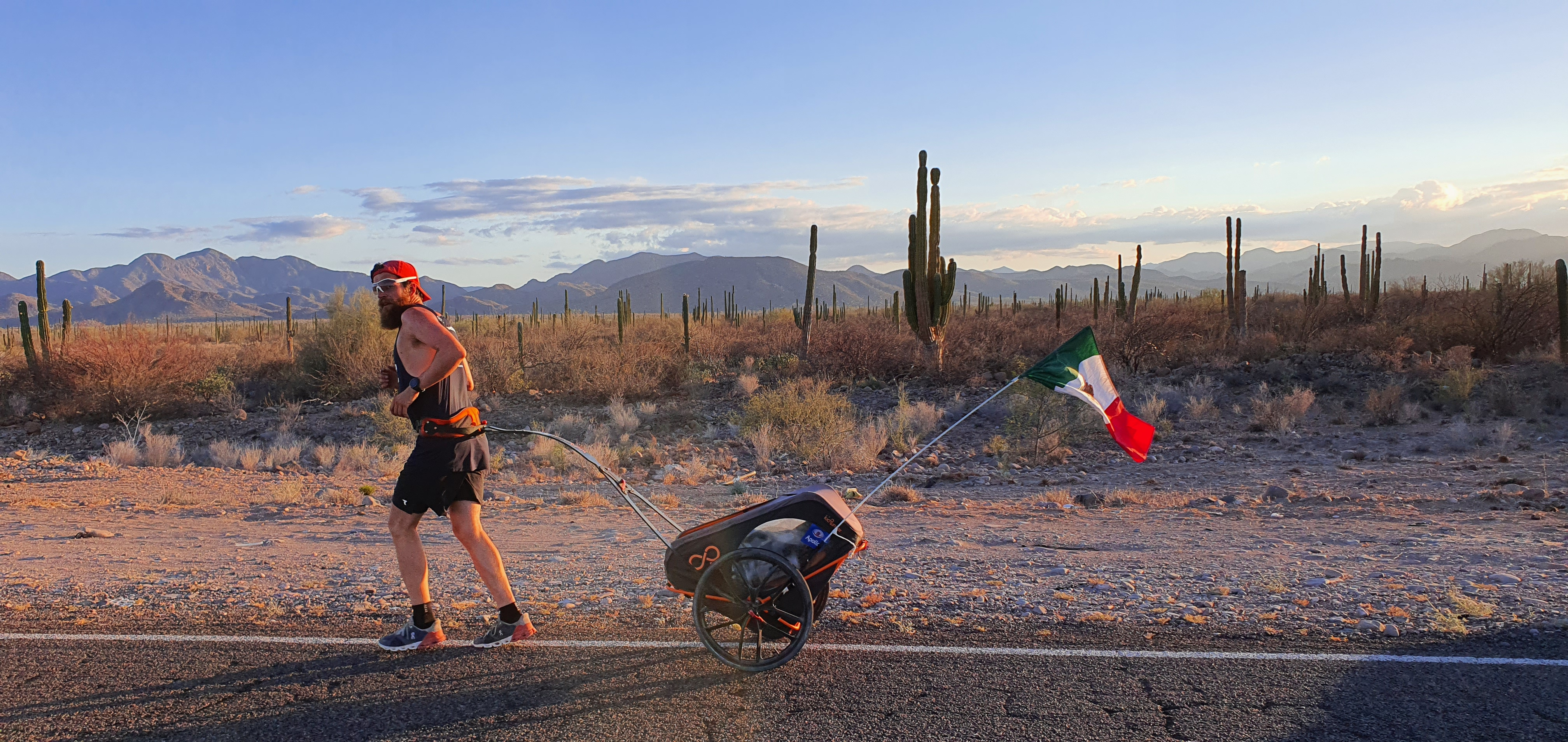
Jonas Deichmann trong cuộc thi ba môn phối hợp dài nhất thế giới

Ba môn phối hợp (thuật ngữ tiếng Anh: Triathlon) bao gồm chạy bộ, bơi và đua xe đạp. Ban đầu các vận động viên đua bơi lội. Tiếp đó là đua xe đạp tới đường chạy, cuối cùng các vận động viên chạy marathon để về đích.
Đây là môn thể thao được chơi ngoài trời và là một môn thể thao mới được chơi tại Thế Vận Hội từ năm 2000 ở Sydney, Á Vận Hội và thậm chí tại SEA Games. Ba môn phối hợp đòi hỏi các vận động viên phải có một sức bền cả về thể lực lẫn tinh thần. Đây là môn thể thao thi đấu cá nhân hoặc đồng đội. Môn thể thao này có rất nhiều người tham gia.